# Teulat
Teulat è un comune francese di 482 abitanti situato nel dipartimento del Tarn nella regione dell'Occitania.

## Società

### Evoluzione demografica
Abitanti censiti

## Monumenti

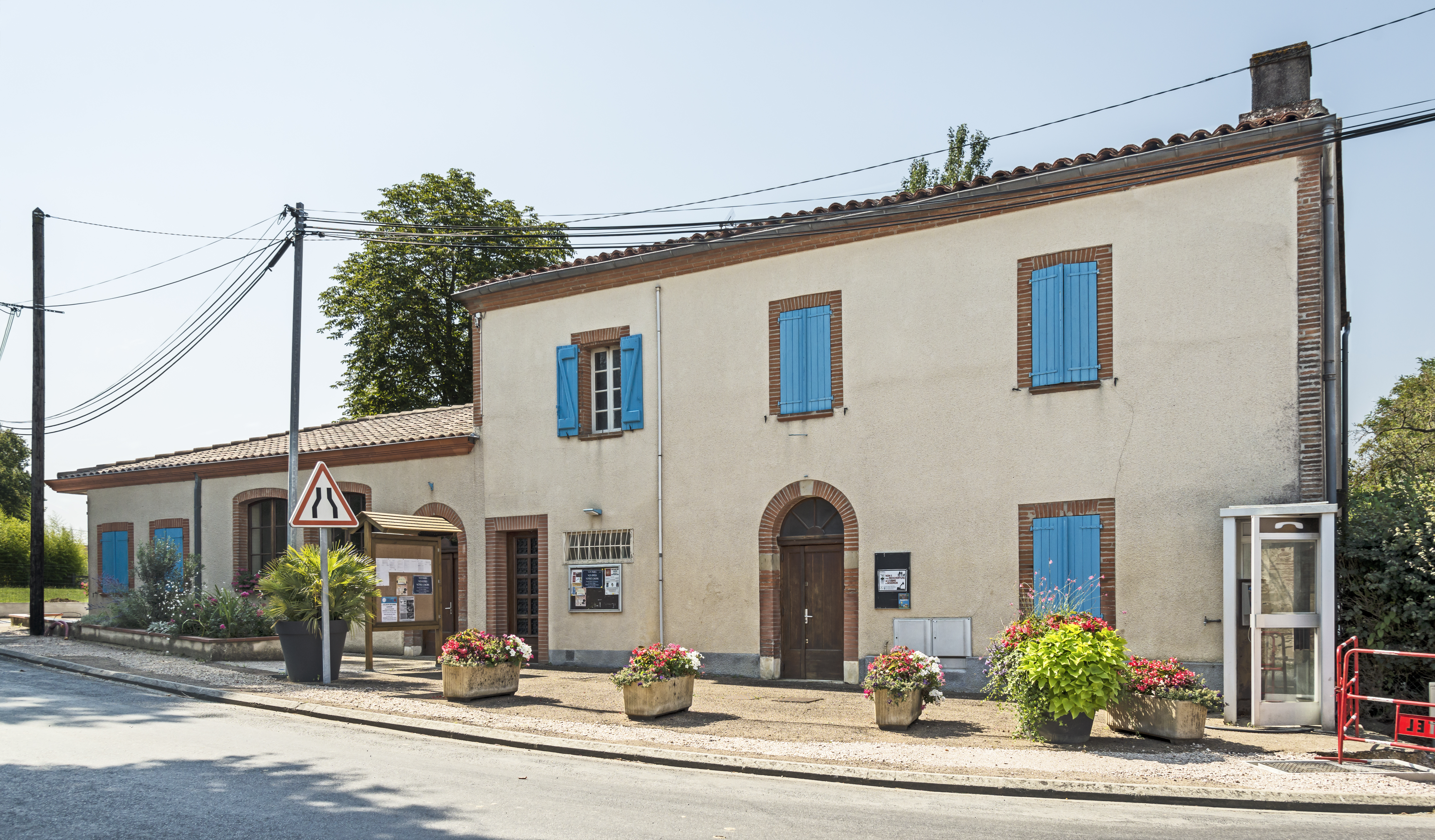
Il municipio.
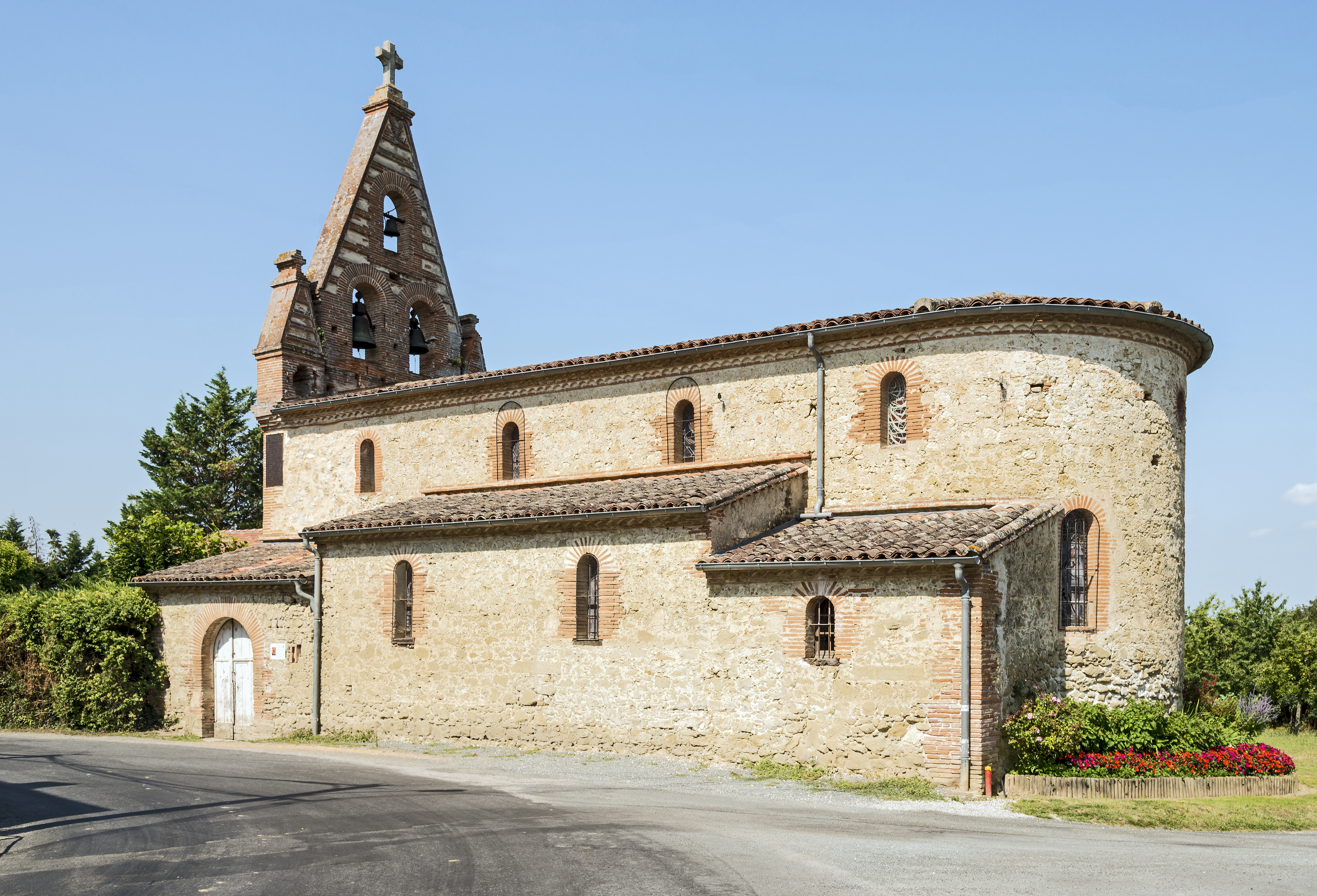
La Cappella di San Martino.
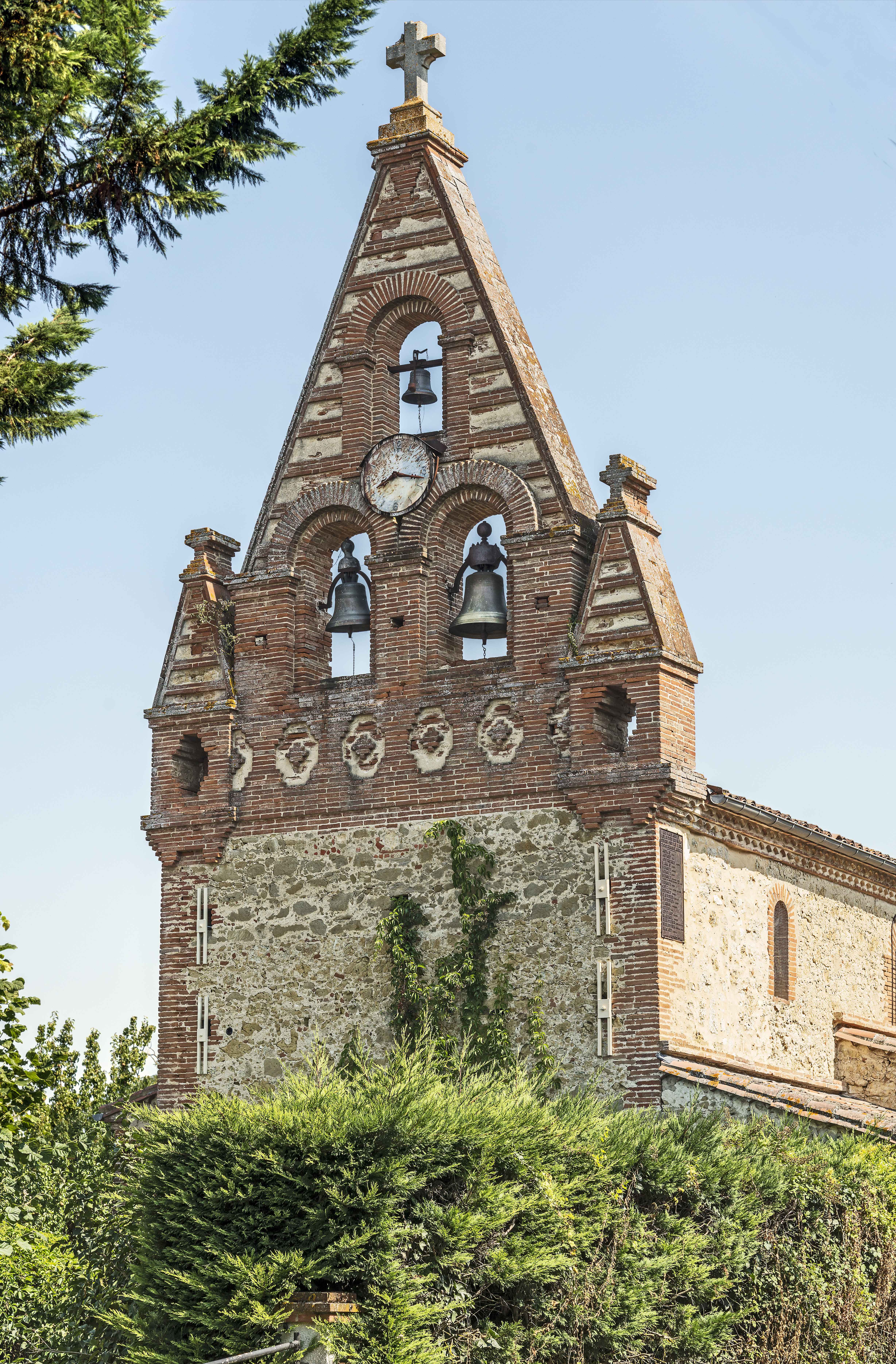
Il campanile a vela